# Ribeirãozinho
Ribeirãozinho – miasto i gmina w Brazylii, w stanie Mato Grosso.